# Incidente de la Academia Militar
El Incidente de la Academia Militar (士官学校事件 Shikan Gakko Jiken), también conocido como el Incidente de Noviembre (十一月事件 Juichigatsu Jiken) fue un intento de golpe de Estado que tuvo lugar en Japón en noviembre de 1934. Fue una de varias conspiraciones similares para una "Restauración Shōwa" liderada por elementos radicales con el Ejército Imperial Japonés.

## Antecedentes
Los intentos fallidos de golpe de Estado en 1931 (el Incidente de Marzo y el Incidente de los Colores Imperiales) por Sakurakai, una sociedad secreta dentro de las filas menores del cuerpo de oficiales del Ejército Imperial Japonés que promovían una visión de un totalitarismo militar, un sistema socialista estatal como una alternativa a la entonces política de partidos corruptos dominaba el gobierno democrático e inspiró planes similares de otros grupos dentro del ejército.
En 1934, un grupo de cinco cadetes de la Academia del Ejército Imperial Japonés liderados por dos oficiales del ejército pertenecientes a la Facción del Camino Imperial militarista radical en la academia, preocupados por la pérdida percibida de la influencia de su facción sobre los militares tras el despido del Ministro del Ejército Sadao Araki. En enero de 1934, formuló su propio plan para derrocar al gobierno. Sin embargo, a principios de noviembre de 1934, Sato, uno de los cadetes, informó a las autoridades gubernamentales sobre el plan y su participación en la Facción del Camino Imperial.
Advertido, el capitán Tsuji Masanobu, comandante de la compañía en la Academia del Ejército, organizó el arresto de los directores por parte del Kenpeitai el 20 de noviembre de 1934, poniendo fin al posible golpe de Estado antes de que pudiera comenzar. Por falta de pruebas, el acusado no pudo ser condenado; pero los cinco cadetes fueron expulsados de la Academia en marzo de 1935, y los dos oficiales, Muranaka e Isobe, fueron suspendidos de servicio durante seis meses en abril de 1935.
Cuando los oficiales suspendidos Muranaka e Isobe luego distribuyeron panfletos titulados "Protesta para la Restauración de la Disciplina Militar" (también conocida como "Opiniones sobre la Limpieza del ejército"), fueron despedidos del servicio por completo en agosto de 1935.

## El Incidente de Aizawa
Kōdōha creía que Sato había estado actuando como un espía del Capitán Tsuji todo el tiempo, y que todo el asunto era una trampa tendida por sus rivales, la facción Tōseiha para desacreditar al general Jinzaburō Masaki, el inspector general de Educación Militar, como el incidente llevó al despido del general Mazaki.
En represalia, en lo que se conoció como el Incidente de Aizawa (相沢事件 Aizawa jiken), un oficial de Kōdōha, el teniente coronel Saburo Aizawa, asesinó al sucesor de Mazaki, de la facción Toseiha, el mayor general Tetsuzan Nagata, el 12 de agosto de 1935, eliminándolo con su espada en su oficina. Nagata fue ascendido póstumamente a teniente general, y Aizawa fue fusilado por un pelotón de fusilamiento después de una corte marcial celebrada por la 1.ª División de Infantería con sede en Tokio. El ministro del ejército Senjūrō Hayashi también fue obligado a renunciar por el asunto.

## Consecuencias
El Incidente de la Academia Militar y el Incidente de Aizawa fueron indicativos de la creciente politización y polarización política de los militares japoneses, y una creciente tendencia a resolver las diferencias políticas a través de la fuerza. La falta de acción dentro de la dirección militar para reprimir estas tendencias y la impotencia del gobierno civil electo sobre el ejército fueron factores que contribuyeron al siguiente Incidente del 26 de febrero.